# Ramboldia brunneocarpa
Ramboldia brunneocarpa är en lavart som beskrevs av Kantvilas & Elix. Ramboldia brunneocarpa ingår i släktet Ramboldia och familjen Lecanoraceae.   Inga underarter finns listade i Catalogue of Life.